# Грин-Бей (містечко, Вісконсин)
Грин-Бей (англ. Green Bay) — місто (англ. town) в США, в окрузі Браун штату Вісконсин. Населення — 2197 осіб (2020).

## Демографія
Згідно з переписом 2010 року, у місті мешкало 2035 осіб у 771 домогосподарстві у складі 602 родин. Було 863 помешкання
Расовий склад населення:
| - 98,3 % — білих - 0,2 % — корінних американців - 0,2 % — азіатів |

До двох чи більше рас належало 1,2 %. Частка іспаномовних становила 1,5 % від усіх жителів.
За віковим діапазоном населення розподілялося таким чином: 24,4 % — особи молодші 18 років, 61,6 % — особи у віці 18—64 років, 14,0 % — особи у віці 65 років та старші. Медіана віку мешканця становила 43,5 року. На 100 осіб жіночої статі у місті припадало 102,5 чоловіків;  на 100 жінок у віці від 18 років та старших — 102,8 чоловіків також старших 18 років.
Середній дохід на одне домашнє господарство  становив 88 424 долари США (медіана — 74 453), а середній дохід на одну сім'ю — 101 300 доларів (медіана — 86 927). Медіана доходів становила 54 318 доларів для чоловіків та 41 250 доларів для жінок. За межею бідності перебувало 4,8 % осіб, у тому числі 2,4 % дітей у віці до 18 років та 2,8 % осіб у віці 65 років та старших.
Цивільне працевлаштоване населення становило 1083 особи. Основні галузі зайнятості: виробництво — 22,3 %, освіта, охорона здоров'я та соціальна допомога — 21,1 %, будівництво — 11,1 %, роздрібна торгівля — 7,1 %.